# Guillermo Juan Pereyra
Guillermo Juan Pereyra (Bowen, 25 de junio de 1943-28 de mayo de 2024) fue un sindicalista y político argentino del Movimiento Popular Neuquino, que se desempeñó como senador nacional por la provincia del Neuquén entre 2013 y 2019. Entre 1983 y 2021 fue secretario general del Sindicato de Petróleo y Gas Privado de Río Negro, Neuquén y La Pampa. Asume Marta Isabel castillo como su reemplazo directo.

## Biografía
Nació en Bowen (departamento de General Alvear, provincia de Mendoza) en 1943.
En la década de 1970 se radicó en la provincia del Neuquén comenzando a trabajar en la industria del petróleo, en una compañía privada. Allí accedió al Sindicato de Petróleo y Gas Privado de Río Negro, Neuquén y La Pampa, primero como delegado, llegando a ser rápidamente secretario administrativo de la comisión directiva. Tras una intervención durante la dictadura autodenominada «Proceso de Reorganización Nacional», en 1983 accedió a la presidencia del sindicato, siendo reelegido sucesivamente. Desempeñó el cargo por 38 años consecutivos hasta octubre de 2021, cuando asumió una nueva conducción tras haber sido elegida dos meses antes. Sin embargo, permanece como titular de la mutual del sindicato. También llegó a ser secretario adjunto de la CGT-Azopardo bajo Hugo Moyano entre 2012 y 2014.
En política, adhirió al Movimiento Popular Neuquino (MPN), aunque identificándose con el peronismo. Entre 1995 y 1999 fue diputado en la Legislatura de la Provincia del Neuquén y, entre 1999 y 2001, durante la gobernación de Jorge Sobisch fue subsecretario de Trabajo. Entre 2012 y 2013 integró el directorio de Yacimientos Petrolíferos Fiscales (YPF) tras su estatización.
En las elecciones legislativas de 2013, fue elegido senador nacional por Neuquén con mandato hasta 2019. Allí ocupó la presidencia de la comisión de Minería, Energía y Combustibles e integró como vocal las comisiones de Defensa Nacional; de Trabajo y Previsión Social; de Salud; de Infraestructura, Vivienda y Transporte; y la comisión bicameral de Reconversión de la Industria Gasífera. Junto con su comprovinciana Carmen Lucila Crexell, conformaron el bloque del MPN e integraron el interbloque «Parlamentario Federal». En 2018 votó a favor del proyecto de Ley de Interrupción Voluntaria del Embarazo.
Falleció el 28 de mayo de 2024 luego de permanecer internado a causa de un accidente cerebrovascular en la ciudad de Neuquén. El día 12 de junio del mismo año se realizó un minuto de silencio en su memoria en la cámara de senadores de la Nación previo al debate de Ley Bases. 